# Canton de Kani-Kéli
Pour les articles homonymes, voir Kani (homonymie) et KELI.
Le canton de Kani-Kéli est une ancienne division administrative française située dans le département de Mayotte et la région Mayotte.

## Géographie
Le canton de Kani-Kéli était un canton du sud de Mayotte, situé sur le bord de l'océan Indien.

## Administration
| Période                                  | Période | Identité                 | Étiquette    | Qualité                                                                                |
| ---------------------------------------- | ------- | ------------------------ | ------------ | -------------------------------------------------------------------------------------- |
| 2004                                     | 2015    | Ahmed Attoumani Douchina | UMP puis UDI | Conseiller municipal de Kani-Kéli (1983-1989) Président du conseil général (2008-2011) |
| Les données manquantes sont à compléter. |         |                          |              |                                                                                        |

## Composition
Le canton était composé de l'unique commune de Kani-Kéli. À la suite du redécoupage des cantons pour 2015, la commune est rattachée au canton de Bouéni.

## Démographie
| 2002  | 2007  | 2012  |
| ----- | ----- | ----- |
| 4 336 | 4 527 | 4 920 |